# Idared

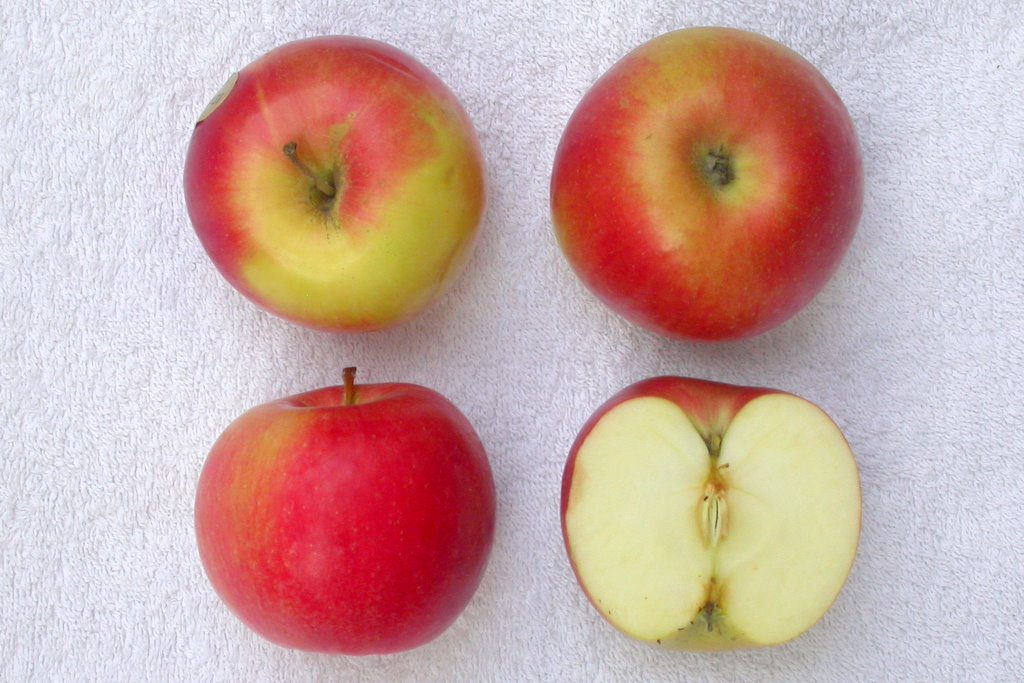

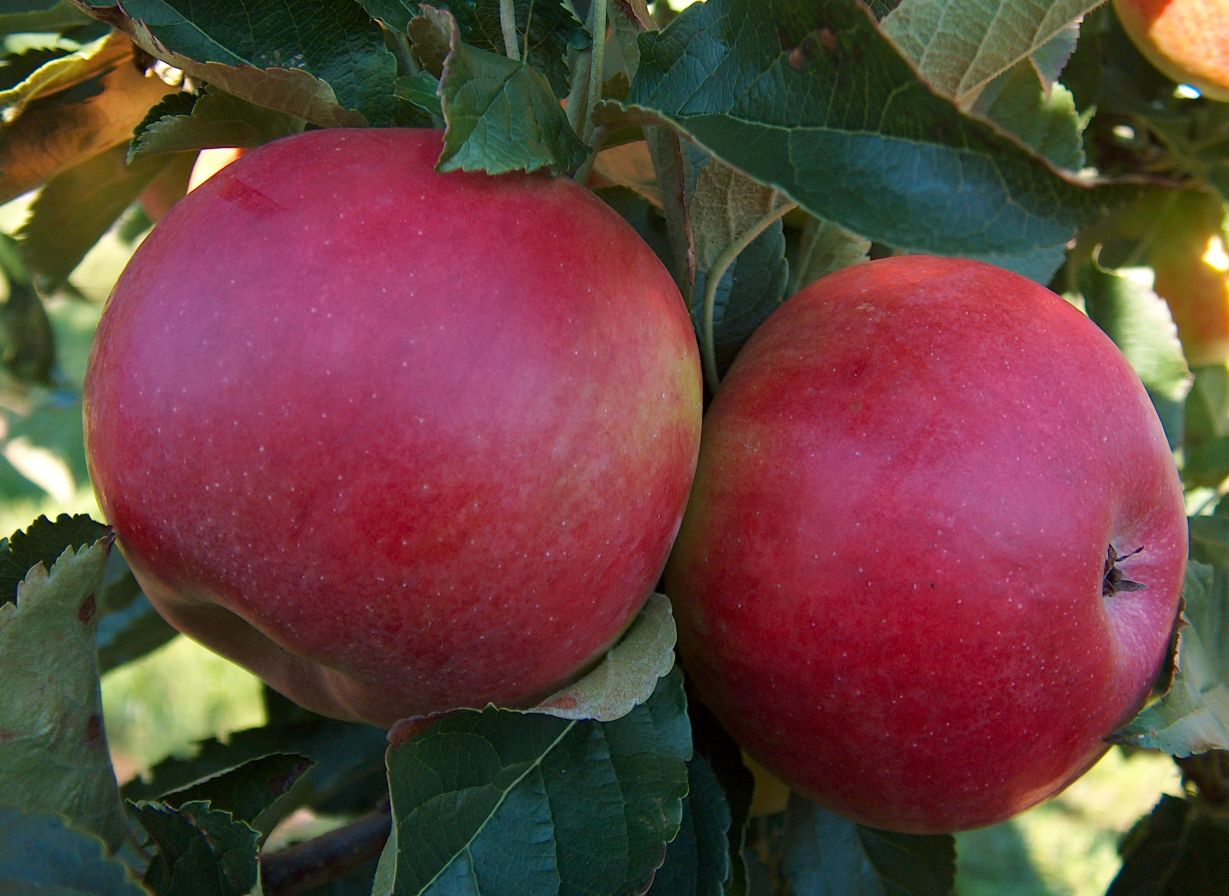

Idared est le nom d'un cultivar de pommier domestique.

## Description
La pomme Idared est d'un rouge lumineux sur les trois quarts de la surface, le fond étant jaune pâle.
Sa fine peau cireuse recouvre une chair blanche, demi-croquante, juteuse, douce, acidulée et légèrement sucrée.
De bonne qualité gustative, l'Idared est appréciée aussi bien en pomme à couteau qu'en pâtisserie.

## Origine
Ce cultivar a été obtenu en 1935 par L. Werner de la station expérimentale de Moscow dans l'Idaho aux États-Unis.
Il a été commercialisé à partir de 1942.

## Parenté
Cultivar issu d'un croisement entre Jonathan et Wagener.
Descendants:
- Pia (Idared x Elios)
- Piflora (Idared x Golden Delicious)
- Pikosa (Pirella x Idared)
- Pilana (Pirella x Idared)
- Pingo (Idared x Bancroft)
- Pivita (Pirella x Idared)

## Pollinisation
Variété diploïde.
- Groupe de floraison: A (très précoce).
- S-génotype: S3S7[1].
- pollinisée par: Red Windsor, Alkmène, McIntosh, Akane, Discovery, Duchess of Oldenburg, Tentation delblush, James Grieve, Jonathan.

## Résistances et susceptibilités aux maladies
- Tavelure : susceptibilité élevée[2]
- Mildiou : susceptibilité élevée
- Rouille : susceptibilité élevée
- Feu bactérien : susceptibilité élevée

Le cultivar « Idared » est très sensible aux maladies. Cette susceptibilité en fait une variété inappropriée aux petits jardins familiaux où les traitements ne sont pas systématiques.

## Culture
Le cultivar « Idared » est de vigueur faible à moyenne. Sur un porte-greffe approprié, il produit des pommes en abondance et sans alternance.
Le fruit nécessite une bonne exposition au soleil pour une coloration maximale. Il est souvent de gros calibre dans les premières années de mise à fruits ou il est aussi parfois hétérogène.
Cette pomme est mûre vers la mi-octobre et se conserve jusqu'en mars.
Idared a besoin d'environ 5,5 mois (165 jours) pour arriver à maturité. On la récolte donc début octobre.
Les semis de pépin de « Idared » sont réputés hériter de la précocité de mise à fruit de cette variété.